# Wolke 7 (Wolkenfrei-Lied)
Wolke 7 ist ein Lied der deutschen Schlagerband Wolkenfrei, die allerdings nur noch durch die Sängerin Vanessa Mai verkörpert wurde, nachdem Marc Fischer und Stefan Kinski kurz zuvor die Band verlassen hatten. Das Stück ist die erste Singleauskopplung aus ihrem zweiten Studioalbum Wachgeküsst.

## Entstehung und Artwork
Geschrieben wurde das Lied gemeinsam von Felix Gauder, Oliver Lukas und Oli Nova. Abgemischt, arrangiert und produziert wurden das Stück eigens von Gauder. Die Single wurde unter dem Musiklabel Ariola veröffentlicht und durch Sony Music Entertainment vertrieben. Aufgenommen wurde das Lied in den Stuttgarter Jojo Music Studios.
Auf dem Frontcover der digitalen Single ist Vanessa Mais Oberkörper vor einem grauen Hintergrund zu sehen. Das Coverbild wurde vom deutschen Fotografen Tim Dobrovolny geschossen und von Jan Weskott designt. Auf dem Cover der Remix-EP ist ein Screenshot aus dem dazugehörigen Musikvideo, in dem Mai auf einer Luftmatratze im Schwimmbecken treibt, zu sehen.

## Veröffentlichung und Promotion

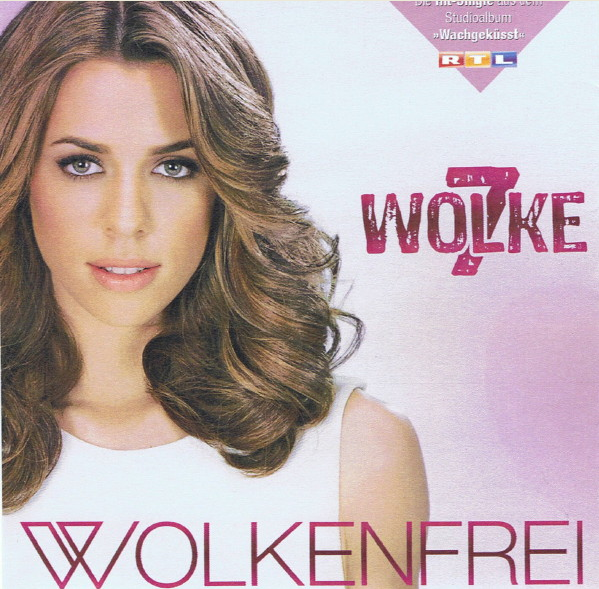
Frontcover der Remixausgabe

Die Erstveröffentlichung von Wolke 7 erfolgte als Single am 22. Mai 2015 bei Ariola. Diese erschien zunächst als digitaler Einzeltrack zum Download und Streaming (Katalognummer: 886445275544). Der Vertrieb erfolgte durch Sony Music Entertainment, verlegt wurde das Lied durch AFM Publishing, Edition Conaha und den Rudi Schedler Musikverlag. Am 10. Juli 2015 erschien das Lied als Teil von Wolkenfreis zweiten Studioalbum Wachgeküsst (Katalognummer: 88875 05029 2), dessen erste Singleauskopplung es ist. Am 14. August desselben Jahres erschien eine Remix-EP, die neben der Standardversion sieben Remixe des Liedes beinhaltet. Diese erschien neben der digitalen Ausführung auch als CD (Katalognummer: 88875 14251 2). Im September 2015 erschien eine Liveversion als digitaler Einzeltrack, die aus Wolkenfreis erstem Livealbum Wachgeküsst – Live aus dem Parktheater Augsburg (Oktober 2015) stammt.
Um das Lied zu bewerben, erfolgte unter anderem ein Liveauftritt zur Hauptsendezeit in der ARD-Show Die Besten im Sommer sowie weitere Liveauftritte im ZDF-Fernsehgarten, bei Guten Morgen Deutschland oder auch Immer wieder sonntags.
Wolke 7 (Remixe)
1. Wolke 7
2. Wolke 7 (Akustik Mix)
3. Wolke 7 (DJ Mix)
4. Wolke 7 (Dance Mix)
5. Wolke 7 (Swiftwin Remix)
6. Wolke 7 (Hazienda Mix)
7. Wolke 7 (TV Version)
8. Wolke 7 (Swiftwin Remix Edit)
9. Wolke 7 (Musikvideo)

## Hintergrund
Beim Auftritt in der ARD-Show Die Besten im Sommer handelte es sich um den allerersten Liveauftritt zur Hauptsendezeit Wolkenfreis bzw. Vanessa Mais. Silbereisen überraschte deswegen kurz vor ihrem Auftritt Mai, indem er ihre Eltern einlud und in der ersten Reihe platzierte. Mai war im Glauben, dass ihr Vater an diesem Abend wieder einen Auftritt mit seiner Band habe. Da ihr Vater auch Musiker ist, hatte er es zuvor nie zu einem größeren Auftritt Mais geschafft, es war hier das erste Mal.

## Inhalt
Der Liedtext zu Wolke 7 ist in deutscher Sprache verfasst. Die Musik und der Text wurden gemeinsam von Felix Gauder, Oliver Lukas und Oli Nova verfasst. Musikalisch bewegt sich das Lied im Bereich des Popschlagers. Der Hauptgesang des Liedes stammt eigens von Vanessa Mai. Im Hintergrund sind die Stimmen von Annasarah, Olaf Roberto Bossi, Stefan Kinski, Jennifer Marsala, Jutta Mesch und Oli Nova zu hören. Als weitere Instrumentalisten wurden Hannes Butzer (Gitarre), Felix Gauder (Keyboard) und George Kousa (Gitarre) engagiert. Im Lied geht es um die große Liebe einer Frau. Zusammen mit ihrem Freund lebt sie ihren Traum und würde für ihre Liebe über alle Grenzen gehen.

„Wolke 7 ist noch frei.

Nur ein Schlafsack mit dabei,

wir sind jung, verrückt und frei.
Wolke 7 ist noch frei.

Nur der Himmel und wir zwei,

Wolke 7 ist noch frei.“

## Musikvideo
Das Musikvideo zu Wolke 7 wurde Mitte Juni 2015 auf Mallorca gedreht und feierte am 8. Juli 2015 auf der Videoplattform YouTube seine Premiere. Es beginnt mit Mai, die mit einem Bikinioberteil bekleidet eine kleine Villa verlässt und sich vor einem Schwimmbecken zu zwei Frauen auf einen Liegestuhl gesellt. Danach ist ein Mann zu sehen, der unter Beobachtung der Frauen in das Schwimmbecken springt. In der nächsten Szene sind alle vier zusammen beim Golfen zu sehen, wobei einer gelangweilten Mai ein Hole-in-one gelingt. Danach sind die drei Frauen wieder am Schwimmbecken zu sehen, wo sie zusammen nebeneinander auf der Wasseroberfläche treiben. Abwechselnd mit dieser Szene ist Mai von einem Balkon aus zu sehen, wie sie mit einer Gießkanne den Mann nass macht und dieser sich unter dem Wasserstrahl duscht. Es folgt eine Tanzszene der drei Frauen vor dem Becken. Gegen Ende des Videos sitzen die drei Damen an einer Theke, wo der Mann als Barkeeper fungiert. Am Ende tanzen die vier zusammen vor dem Schwimmbecken. Laut RTL wurde das Musikvideo an einem Tag gedreht und verschlang ein Budget im mittleren fünfstelligen Euro-Bereich. Die Gesamtlänge des Videos beträgt 3:58 Minuten. Bis Februar 2025 zählte das Musikvideo über 45,5 Millionen Aufrufe bei YouTube.

## Mitwirkende
| Liedproduktion - Annasarah: Hintergrundgesang - Olaf Roberto Bossi: Hintergrundgesang - Hannes Butzer: Gitarre - Felix Gauder: Abmischung, Arrangement, Keyboard, Komponist, Liedtexter, Musikproduzent - Stefan Kinski: Hintergrundgesang - George Kousa: Gitarre - Oliver Lukas: Komponist, Liedtexter - Vanessa Mai: Gesang - Jennifer Marsala: Hintergrundgesang - Jutta Mesch: Hintergrundgesang - Oli Nova: Hintergrundgesang, Komponist, Liedtexter | Artwork - Tim Dobrovolny: Fotograf (Cover) - Jan Weskott: Artwork (Cover) Unternehmen - Ariola: Musiklabel - Jojo Music Studios: Tonstudio - Sony Music Entertainment: Vertrieb |

## Rezeption
Holger Stürenburg von Smago! beschrieb das Lied wie folgt: „Der kraftvoll rhythmische, freiheitstrunken-ferienverliebte Tanz-Ohrwurm Wolke 7 […] eröffnet eine durchwegs niveauvolle, spritzig-sommerlich-freudige Liedsammlung voller Charme, Ausdrucksstärke und innerer Geschlossenheit, stets tanzbar, munter, antreibend, modern, aber so gut wie nie unnötig übermodisch und mit allzu viel Gimmicks und Tricks überzogen umgesetzt – liebevoll, jungmädchenhaft und überaus sympathisch von Vanessa, der brünetten Musikertochter aus dem württembergischen Rems-Murr-Kreis, so überzeugt, wie überzeugend eingesungen.“
Melanie Gladbach vom deutschsprachigen Online-Magazin SchlagerPlanet beschrieb Wolke 7 als lebendige Up-tempo-Nummer.

## Chartplatzierungen
Wolke 7 erreichte in Deutschland Position 54 der Singlecharts und konnte sich insgesamt sieben Wochen in den Charts halten. In Österreich erreichte die Single in einer Chartwoche Position 71 der Charts. In der Schweizer Hitparade blieb ein Charteinstieg bislang verwehrt. In den deutschen Konservativ Pop Airplaycharts erreichte Wolke 7 die Spitzenposition, in den Jahrescharts dieser Chartauswertung belegte das Lied Rang zehn im Jahr 2015. Mit Wolke 7 erreichten Wolkenfrei – nach fünf vorangegangenen Singles – erstmals die offiziellen Singlecharts. Bis heute konnte sich keine Single von Wolkenfrei bzw. Vanessa Mai länger in den Charts halten.
Weiter konnte sich das Stück auf Position eins der offiziellen deutschen „Party & Schlager Charts“ und der „Airplaycharts von Radio VHR“ platzieren. Es war der erste Airplay Nummer-eins-Erfolg der Band. Die Single platzierte sich ebenfalls in den „DJ Top 100 National Charts“ auf Position eins.